# Пробудження (Пологівський район)
Пробу́дження (Кайзердорф, Царське, Кеніґсберґ, № 12) — село в Україні, у Кам'янській селищній громаді Пологівського району Запорізької області. Населення становить 95 осіб. До 2020 орган місцевого самоврядування — Мар'янівська сільська рада.

## Географія
Село Пробудження знаходиться на правому схилі балки Кобильна, по дну якої протікає пересихаюча річка Кобильня, на протилежному березі знаходиться село Вершина. Через село проходить автомобільна дорога Н08.

## Історія
Село під назвою Кайзердорф засноване 1823 р. німецькими колоністами із Західної Пруссії (26 сімей). Католицькі приходи Ейхвальд, Ґетланд. Землі 1560 десятин. (1857; 26 подвір'їв і 2 безземельні сім'ї), 1772 десятин.
7 (20) листопада 1917 року, відповідно до Третього Універсалу Української Центральної Ради, увійшло до складу Української Народної Республіки.
У 1925—1939 роках село входило до складу Люксембурзького німецького національного району Маріупольської округи (з 1932 — Дніпропетровської області, з 1939 — Запорізької області).
12 червня 2020 року, відповідно до розпорядження Кабінету Міністрів України № 713-р «Про визначення адміністративних центрів та затвердження територій територіальних громад Запорізької області», увійшло до складу Більмацької селищної громади.
19 липня 2020 року, в результаті адміністративно-територіальної реформи та ліквідації  Більмацького району увійшло до складу Пологівського району.

## Населення[7]
| Рік          | Кількість мешканців |
| ------------ | ------------------- |
| 1859         | 323                 |
| 1885         | 701                 |
| 1897         | 534/508 нім.        |
| 1905         | 494                 |
| 1908         | 444                 |
| 1911         | 465                 |
| 1919         | 586                 |
| 1921 (серп.) | 450                 |
| 1921 (груд.) | 382                 |